# Szatmári Magyar Diákszövetség
A Szatmári Magyar Diákszövetség (SZMDSZ) a szatmári felsőfokú oktatási intézmények magyar diákjainak érdekképviseleti, érdekvédelmi és kulturális szervezete.

## Céljai
- az önálló, magyar nyelvű felsőfokú oktatási intézményrendszer létrehozásának és működtetésének támogatása;
- a szatmári egyetemi és főiskolai oktatás magyar hallgatóinak érdekképviselete és érdekvédelme, a hallgatói önkormányzatiság kialakítása;
- a szatmári magyar diákok szakmai képzésének és előmenetelének segítése, szakmai tevékenységének támogatása;
- a szatmári magyar diákok közösségének, közösségeinek formálása;
- a szatmári magyar diákok kulturális igényeinek kielégítése, a magyar és egyetemes kultúra terjesztése;
- a szatmári főiskolák és egyetemek magyar tagozatainak támogatása;
- a szatmári magyar diákok támogatása szociális és egyéb ösztöndíjak formájában;
- kapcsolatok teremtése és ápolása hazai és külföldi ifjúsági és diákszervezetekkel.

## Szervezeti felépítése
A SzMDSz szervei a következők: Közgyűlés, Vezetőtanács, Ellenőrző Testület.
A Közgyűlés a SzMDSz legfelső döntéshozó szerve, amelyet az összes érvényes rendes tagsággal rendelkező tag alkot.
Fő feladata, hogy évente, általában októberben vagy novemberben megválassza a vezető tisztségviselőit, illetve esetenként módosítja az Alapszabályzatot.
A 2-9 tagú Vezetőtanács – az elnök és csapata – a SzMDSz „kormánya”. A Közgyűlés két ülése között irányítja a szervezet működését.
Az Ellenőrző Testület öt tagja felügyeli a Vezetőtanács és a szervezeti egységek működését, ellenőrzi a szervezet vagyonának kezelését, ugyanakkor biztosítja a szervezet alapelveinek, értékeinek és hagyományainak érvényesítését.
A fentebbi három szervén kívül a SzMDSz-nek van két konzultatív fóruma is:
- a Szakosztályok Fóruma a működő és (újra)induló szakosztályok, klubok, csoportosulások, diákújságok és társaságok képviselőinek egyeztető helye, amely biztosítja tevékenységük összehangolását;
- a tanácsadók éves találkozója, mely a régi SzMDSz-esekkel való szorosabb kapcsolattartás céljából jött létre.